# PFL 5 (säsong 2019)
PFL 5, den femte MMA-galan i 2019 års säsong av Professional Fighters League gick av stapeln 25 juli 2019 på Ocean Resort Casino i Atlantic City, NJ. Den innehöll matcher i viktklasserna fjädervikt och lättvikt.

## Invägning
Ett flertal matcher ändrades när tre atleter: lättviktarna Ramsey Nijem, Carlao Silva och fjäderviktaren Gadzhi Rabadonov alla missade vikten. Alla tre ströks från sina matcher. På grund av det fick regerande lättviktsmästaren Natan Schulte, Nijems tänkta motståndare, istället möta Jesse Ronson, Silva motståndare. Daniel Pineda, Rabadonovs motståndare, vann tre poäng på WO.

## Ligan efter evenemanget
Poängsystemet är baserat på vinstpoäng med avslutsbonusar. Tre poäng går till vinnaren och noll poäng till förloraren i det vanliga vinstpoängsystemet. Blir matchen oavgjord får båda atleterna en poäng vardera. Avslutsbonusarna är tre bonuspoäng för avslut i första ronden. Två poäng för avslut i andra ronden, och en poäng för avslut i tredje ronden. Exempelvis får en atlet som vinner i första ronden totalt sex poäng. Missar en atlet vikten förlorar denne och motståndaren vinner tre poäng via WO.

### Fjädervikt
| Atlet                    | Vinster | Oavgjorda | Förlorade | 1 | 2 | 3 | Total Poäng |
| ------------------------ | ------- | --------- | --------- | - | - | - | ----------- |
| ♛ Lance Palmer           | 2       | 0         | 0         | 1 | 1 | 0 | 7           |
| ♛ Movlid Chajbulaov      | 1       | 1         | 0         | 1 | 0 | 0 | 7           |
| ♛ Luis Rafael Laurentino | 1       | 0         | 1         | 1 | 0 | 0 | 6           |
| ♛ Alex Gilpin            | 1       | 0         | 1         | 1 | 0 | 0 | 6           |
| ♛ Andre Harrison         | 1       | 1         | 0         | 0 | 0 | 0 | 4           |
| ♛ Jeremy Kennedy         | 1       | 0         | 1         | 0 | 0 | 0 | 3           |
| ♛ Daniel Pineda          | 1       | 0         | 0         | 0 | 0 | 0 | 3           |
| ♛ Gadzji Rabadanov       | 1       | 0         | 1         | 0 | 0 | 0 | 3           |
| U Alexandre de Almeida   | 1       | 0         | 1         | 0 | 0 | 0 | 3           |
| U Freddy Assunção        | 0       | 0         | 1         | 0 | 0 | 0 | 0           |
| U Steven Siler           | 0       | 0         | 2         | 0 | 0 | 0 | 0           |
| U Peter Petties          | 0       | 0         | 2         | 0 | 0 | 0 | 0           |

### Lättvikt
| Atlet              | Vinster | Oavgjorda | Förlorade | 1 | 2 | 3 | Total Poäng |
| ------------------ | ------- | --------- | --------- | - | - | - | ----------- |
| ♛ Natan Schulte    | 2       | 0         | 0         | 1 | 0 | 0 | 9           |
| ♛ Islam Mamedov    | 2       | 0         | 0         | 1 | 0 | 0 | 9           |
| ♛ Chris Wade       | 2       | 0         | 0         | 0 | 0 | 0 | 6           |
| ♛ Achmed Aliev     | 1       | 0         | 1         | 1 | 0 | 0 | 6           |
| ♛ Rasjid Magomedov | 1       | 0         | 0         | 0 | 0 | 0 | 3           |
| ♛ Nate Andrews     | 1       | 0         | 1         | 0 | 0 | 0 | 3           |
| ♛ Loik Radzjabov   | 1       | 0         | 1         | 0 | 0 | 0 | 3           |
| ♛ Ramsey Nijem     | 1       | 0         | 1         | 0 | 0 | 0 | 3           |
| U Ylies Djiroun    | 0       | 0         | 2         | 0 | 0 | 0 | 0           |
| U Yincang Bao      | 0       | 0         | 2         | 0 | 0 | 0 | 0           |
| U Jesse Ronson     | 0       | 0         | 1         | 0 | 0 | 0 | 0           |
| U Carlos Silva     | 0       | 0         | 2         | 0 | 0 | 0 | 0           |

♛ = Gick vidare ---
U = Utslagen